# Czakó László (gasztroenterológus)
Czakó László (Szeged, 1966. január 5. –) magyar orvos, belgyógyász, diabetológus, gasztroenterológus, az I. sz. Belgyógyászati Klinika, Szent-Györgyi Albert Klinikai Központ Szegedi Tudományegyetem (SZTE) egyetemi tanára és igazgatóhelyettese.

## Életpályája
A szolnoki Varga Katalin Gimnázium falai között végezte középiskolai tanulmányait. 1990-ben szerzett általános orvosi diplomát a Szegedi Orvostudományi Egyetemen (SZOTE).
Orvosi diplomája megszerzése óta a SZOTE (2000-től a jogutód Szegedi Tudományegyetem) az I. sz. Belgyógyászati Klinika, Szent-Györgyi Albert Klinikai Központjában dolgozik, 1995-ig tudományos munkatársként, illetve egyetemi gyakornokként, majd 2002-ig tanársegédként.
Közben 1994-ben posztgraduális gasztroenterológiai továbbképzésen vett részt Amszterdamban, valamint a Matsumae Foundation tudományos ösztöndíjasa az University of Occupational and Environmental Health, Japan, School of Medicine egyetemen, Japánban.
1997-ben gasztroenterológiai ösztöndíjat nyert el Göteborgba (Astra Pharmaceuticals).
1999-ben a Japanese Council for Medical Training posztdoktori ösztöndíjasa Toranomon Kórház Gasztroenterológiai Osztályán Tokióban, és ebben évben elnyerte az PhD fokozatot, valamint a szegedi József Attila Tudományegyetem (JATE), Állam- és Jogtudományi Kar (ÁJTK) egészségügyi közgazdasági és menedzser szakán egészségügyi közgazdasági és menedzser szakokleveles diplomát szerzett.
2003-ban adjunktussá nevezték ki.
2005-ben habilitált. 2009-ben megkapta a docensi címet.
2014-ben megszerezte az MTA doktora fokozatot, és ugyanebben az évben egyetemi tanári kinevezést kapott.
Mind hazai, mind pedig nemzetközi rangos folyóiratokban publikál, és eddig 130 közleménye jelent már meg. Itthon és külföldön is ismert és elismert tudós, aki számos fórumon, konferencián ad elő, és jelentős kutatói és szakmai kapcsolatokkal rendelkezik.

## Szervezeti tagságok
- Magyar Gasztroenterológiai Társaság
- American Gastroenterological Association
- European Pancreatic Club
- European Society of Digestive Oncology
- Magyar Gasztroenterológiai Társaság, Pancreas Szekció
- Magyar Gasztroenterológiai Társaság, Endoszkópos Szekció
- Magyar Gasztroenterológiai Társaság, Praxis Management és Finanszírozási Munkacsoport
- Magyar Belgyógyász Társaság
- Magyar Diabetes Társaság
- Magyar Hypertonia Társaság

## Közéleti és tudományos tevékenységei
- SZTE, Klinikai Központ minőségügyi tanácsadó testület tagja, (2011– )
- SZTE TDK kongresszusainak állandó zsűritagja, (2008– )
- SZTE, külföldi kongresszusi részvételt támogató bizottság tagja, (2009– )
- A Szegedi Tehetségpont Mentori-Tutori programjában mentor, (2010– )
- Magyar Endoszkópiáért Közhasznú alapítvány, elnök (2013– )
- PhD értekezések bírálója, illetve PhD védések zsűritagja
- OTKA pályázatok rendszeres bírálója (2004– )
- SZTE ÁOK Gazdasági Bizottság tagja (2014– )
- SZTE ÁOK Nemzetközi kapcsolatok Bizottság tagja (2014– )
- SZTE I. sz. Belgyógyászati Klinika igazgatóhelyettese (2014– )
- Medipredict Kft ügyvezető igazgatója (2015– )
- Szakmai irányelv kidolgozása: Az endoszkópos ultrahang diagnosztikus és terápiás alkalmazása

### Szerkesztőbizottsági tagságok
- Journal of Gastroenterology (2010– ),
- Word Journal of Gastroenterology, szerkesztő (2009– )
- World Journal of Gastrointestinal Pharmacology and Therapeutics (2010– )
- Frontiers in Gastrointestinal Sciences (2010–2015)
- World Journal of Gastrointestinal Pathophysiology (2011– )
- Gastroenterology and Hepatology (2011-2015)
- Journal of Gastroenterology and Hepatology Research (2011-2014), társfőszerkesztő
- International Scholarly Research Network Inflammation (2011-2014)
- Journal of Hypo & Hyperglycemia (2012- )
- Global Journal of Gastroenterology & Hepatology (2013- )
- World Journal of Methodology (2013- )
- Gastroenterological and Intestinal System (2013- )
- World Journal of Gastrointestinal Endoscopy (2013- )
- Journal of Gastroenterology, Pancreatology & Liver Disorders (2013-)
- World Journal of Methodology (2014- )
- International Journal of Gastroenterology Disorders & Therapy (2015- )
- Pancreas – Open Journal (2015- )
- Iore Journal of Gastroenterology (2015- )
- Gastroenterology & Hepatology International Journal (2017- )

## Díjai, elismerései
- 1994 „Research Award” (European Association for Gastroenterology and Endoscopy)
- 1995 Medicom Glaxo díj (Magyar Gasztroenterológiai Társaság)
- 1998 „Young Investigator’s Award” (International Association of Pancreatology)
- 1998, 2002 Award of the World Gastroenterology Organization
- 1999 „Az év legjobb gasztroenterológiai tárgyú angol nyelven megjelent közleménye” (Magyar Gasztroenterológiai Társaság)
- 2000 „Az év legjobb gasztroenterológiai tárgyú magyar nyelven megjelent közleménye” (Magyar Gasztroenterológiai Társaság)
- 2001 Magyar Imre-díj (Magyar Gasztroenterológiai Társaság)
- 2004 Bólyai János Emléklap
- 2005 „Az év legjobb gasztroenterológiai tárgyú angol nyelven megjelent közleménye” (Magyar Gasztroenterológiai Társaság)
- 2006 Markusovszky Lajos-díj
- 2008 „LAM díj” (Lege Artis Medicinae)
- 2009 „Az év legjobb gasztroenterológiai tárgyú magyar nyelven megjelent közleménye” (Magyar Gasztroenterológiai Társaság)
- 2015: Markusovszky Lajos-díj
- 2016: „Pro optimo merito in pancreatico-oncologia” díj

## Művei[2]
- Zsóri G, Terzin V, Illés D, Szijártó LA, Boda K, Czakó L: Effects of a continental climate on the prevalence and severity of acute non-variceal gastrointestinal bleeding, CLIMATE RESEARCH 73: (3) pp. 187–194, 2017.
- Dóra Illés, Viktória Terzin, Gábor Holzinger, Klára Kosár, Richárd Róka, Gábor Zsóri, György Ábrahám, László Czakó: New-onset type 2 diabetes mellitus – A high-risk group suitable for the screening of pancreatic cancer?, PANCREATOLOGY 16: (2) pp. 266–271, 2016.
- Dobronte Z, Szepes Z, Izbeki F, Gervain J, Lakatos L, Pecsi G, Ihasz M, Lakner L, Toldy E, Czako L: Is rectal indomethacin effective in preventing of post-endoscopic retrograde cholangiopancreatography pancreatitis?, WORLD JOURNAL OF GASTROENTEROLOGY 20: (29) pp. 10151–10157, 2014.
- Terzin V, Várkonyi T, Szabolcs A, Lengyel C, Takács T, Zsóri G, Stájer A, Palkó A, Wittmann T, Pálinkás A, Czakó L: Prevalence of exocrine pancreatic insufficiency in type 2 diabetes mellitus with poor glycemic control, PANCREATOLOGY 14: (5) pp. 356–360, 2014.
- Seiler CM, Izbicki J, Varga-Szabó L, Czakó L, Fiók J, Sperti C, Lerch MM, Pezzilli R, Vasileva G, Pap Á, Varga M, Friess H: Randomised clinical trial: a 1-week, double-blind, placebo-controlled study of pancreatin 25 000 Ph. Eur. minimicrospheres (Creon 25000 MMS) for pancreatic exocrine insufficiency after pancreatic surgery, with a 1-year open-label extension, ALIMENTARY PHARMACOLOGY & THERAPEUTICS 37: (7) pp. 691–702, 2013.
- Czako L, Hegyi P, Rakonczay Z Jr, Wittmann T, Otsuki M: Interactions between the endocrine and exocrine pancreas and their clinical relevance, PANCREATOLOGY 9: (4) pp. 351–359, 2009.
- Czakó L, Szabolcs A, Vajda A, Csáti S, Venglovecz V, Rakonczay Z Jr, Hegyi P, Tiszlavicz L, Csont T, Pósa A, Berkó A, Varga C, Varga Ilona S, Boros I, Lonovics J: Hyperlipidemia induced by a cholesterol-rich diet aggravates necrotizing pancreatitis in rats, EUROPEAN JOURNAL OF PHARMACOLOGY 572: (1) pp. 74–81, 2007.
- Czakó L, Takács T, Hegyi P, Prónai L, Tulassay Zs, Lakner L, Döbrönte Z, Boda K, Lonovics J: Quality of life assessment after pancreatic enzyme replacement therapy in chronic pancreatitis, CANADIAN JOURNAL OF GASTROENTEROLOGY AND HEPATOLOGY 17: (10) pp. 597–603, 2003.
- Czakó L, Takács T, Varga IS, Hai DQ, Tiszlavicz L, Hegyi P, Mándi Y, Matkovics B, Lonovics J: The pathogenesis of L-arginine-induced acute necrotizing pancreatitis: Inflammatory mediators and endogenous cholecystokinin, JOURNAL OF PHYSIOLOGY (PARIS 1992-) 94: (1) pp. 43–50, 2000.
- Czakó L, Takács T, Varga IS, Tiszlavicz L, Hai DQ, Hegyi P, Matkovics B, Lonovics J: Involvement of oxygen-derived free radicals in L-arginine-induced acute pancreatitis, DIGESTIVE DISEASES AND SCIENCES 43: (8) pp. 1770–1777, 1998.